# ТЕС Олорунсого
6°52′54.6″ пн. ш. 3°18′52.3″ сх. д. / 6.881833° пн. ш. 3.314528° сх. д.
ТЕС Олорунсого — теплова електростанція в Нігерії на південному заході країни.
Площадку для станції обрали за два десятки кілометрів на північ від околиці найбільшого міста країни Лагоса та приблизно на такій же відстані на південь від столиці штату Огун Абеокута. Генеральним підрядником будівництва виступила китайська компанія SEPCO Electric Power Construction Corporation of China. Спорудження ТЕС почалось у 2005-му, а вже за два роки ввели в експлуатацію 8 газових турбін потужністю по 42 МВт типу PG6581B (Frame 6), виготовлених Nanjin Turbine Company of China за ліцензією General Electric. Паливом виступає природний газ, який надходить по трубопроводу Ескравос-Лагос. Видача продукції відбувається по ЛЕП, що працює під напругою 330 кВ.
Як і багато інших державних електростанцій Нігерії, ТЕС Олорунсого використовувала лише частину свого потенціалу. Так, станом на момент приватизації осінню 2013 року в роботі знаходилась лише одна турбіна, що видавала в мережу 18 МВт. За два роки новий власник довів фактичну потужність до 266 МВт. Втім, окрім технічного стану власне станції на її здатність працювати впливали проблеми з постачанням палива (газотранспортна система країни хронічно страждає від актів саботажу в дельті Нігеру). До того ж з 2012 року поряд розташовувалась значно потужніша ТЕС Олорунсого II, що розраховувала на отримання природного газу з того ж джерела.